# Kristian Hellström
 Kristian Hellström (né le 24 juillet 1880 à Stockholm et mort le 14 juin 1946 dans cette même ville) est un athlète suédois, spécialiste des courses de demi-fond.
Il participe aux Jeux olympiques intercalaires de 1906 sur 800 mètres et 1 500 mètres puis à ceux de Londres en 1908 sur 800 mètres.